# Шведская спичка (фильм, 1922)
«Шведская спичка» (название переработанной версии ― «Дворянское болото») ― немой художественный фильм, снятый режиссёром Николаем Салтыковым по одноимённому рассказу русского писателя Антона Чехова в 1922 году. Кинокартина была первым игровым фильмом Всеукраинского фотокиноуправления (ВУФКУ), созданным на Одесской кинофабрике. Оператор — Евгений Славинский.
В качестве режиссёра этой ленты во многих источниках часто указывается Лесь Курбас: это неверно, поскольку известно, что он начал свою работу на ВУФКУ только в 1924 году, а в 1922 году он занимался организацией театра «Березиль». За год своей работы в ВУФКУ Курбас сумел снять только три фильма, вышедших в киножурнале «Маховик»: Вендетта, Макдональд, и Арсенальцы (хотя некоторые историки кино утверждают, что Курбас также был режиссёром фильма «Сон Толстопузика».
До нашего времени киноплёнка фильма не сохранилась.

## Сюжет
Жена станового пристава похищает отставного корнета ― помещика Кляузова ― и прячет его в своей бане, чтобы побыть с ним вместе. Городская власть, обеспокоенная исчезновением Кляузова, выдвигает версию об убийстве помещика и берётся за поиски трупа…

## В ролях
| • Константин Гарин | … | Марк Иванович Кляузов, корнет                |
| • Баянов           | … | Евграф Кузьмич, становный                    |
| • Елена Егорова    | … | Ольга Петровна, жена становного              |
| • Г. Славатинская  | … | Мария Ивановна Кляузова, сестра Кляузова     |
| • И. Высоцкий      | … | Николай Ермолаевич Чубиков, следователь      |
| • Аркадий Мальский | … | Коля                                         |
| • Д. Гольдфаден    | … | Иван Михайлович Псеков, управляющий Кляузова |
| • Короленко        | … | горничная                                    |

## Производство
По данным журнала «Отечество», фильм был перемонтирован в 1926 году и получил название «Дворянское болото».